# Suntory
Công ti Trách nhiệm hữu hạn Suntory (サントリーホールディングス株式会社 Santorī Hōrudingusu Kabushiki-gaisha) (hay gọi ngắn gọn là Suntory) là tập đoàn công ty đa quốc gia trong lĩnh vực sản xuất đồ uống có cồn và nước giải khát có trụ sở tại Nhật Bản. Thành lập năm 1899, đây là một trong những doanh nghiệp lâu đời nhất Nhật Bản trong lĩnh vực phân phối rượu bia, với sản phẩm tiêu biểu là rượu whisky Nhật Bản.